# 캐시디 라일리
캐시디 라일리(Cassidy Riley, 1976년 11월 21일 ~ )는 미국의 프로레슬링 선수이다. 현재는 글로벌 포스 레슬링에 소속되어 있다.